# Amt Braunfels
Das Amt Braunfels war ein Solmser, Nassau-Weilburger, herzoglich Nassauer und preußisches Amt mit Sitz in Braunfels. Das Amt ging im Kreis Braunfels auf.
Das Amt Braunfels umfasste die Orte Albshausen, Altenberg, Bonbaden, Braunfels, Burgsolms, Kraftsolms, Kröffelbach, Griedelbach, Laufdorf, Leun, Münchholzhausen, Nauborn, Neukirchen, Niederbiel, Niederquembach, Niederwetz, Oberbiel, Oberndorf, Oberquembach, Oberwetz, Schwalbach, Steindorf und Tiefenbach.
Das Amt Braunfels war das Zentrum des Fürstentums Solms-Braunfels, eines Zweiges des Hauses Solms, das aus einer Erbteilung 1409 hervorgegangen war. Mit dem Reichsdeputationshauptschluss 1803 verlor Solms seine Reichsunmittelbarkeit und das Amt wurde Teil von Nassau-Weilburg. Mit der Gründung des Herzogtums Nassau 1806 wurde auch das Amt Braunfels Teil des neuen Herzogtums.
1816 wurde das Amt im Rahmen eines Gebietstausches an Preußen übergeben. Dort wurde es Kern des neuen Kreises Braunfels.

## Standesrechtliches Amt
Trotz der Mediatisierung 1803 behielten die Fürsten von Solms-Braunfels standesherrliche Rechte im Amt. Organisatorisch wurden diese Rechte im Herzoglich nassauisch Fürstlich Solmsches Amt Braunfels verwaltet. Der Fürst von Solms-Braunfels behielt das Kirchenpatronat (eingeschränkt durch eine Präsentationspflicht beim Herzog). Auch die Schullehrer wurden auf gleiche Weise durch den Grafen nach Präsentation ernannt. 
Der Graf behielt das Recht der niederen Gerichtsbarkeit einschließlich der Forstgerichtsbarkeit. Weiterhin blieben die gräflichen Rechte aus Zehnten und vergleichbaren Abgaben bestehen.
Am 30. Oktober 1809 wurde das fürstliche Konsistorium in Braunfels aufgelöst und das herzogliche Konsistorium in Wiesbaden übernahm die Kirchenverwaltung. Am gleichen Tag wurde auch die fürstliche Justizkanzlei aufgelöst.